# 成河
成河（ソンハ、1981年3月26日 - ）は、日本で活動する韓国国籍の俳優。旧芸名、チョウソンハ（曺 成河〈チョウ ソンハ〉）。
法政大学国際文化学部卒業。所属事務所はスペースクラフト・エンタテインメントを経てブルー・ジュピター所属。
在日韓国人3世（特別永住者）。

## 来歴
2001年4月、東京大学駒場キャンパス内駒場小空間（※旧駒場小劇場）にて劇団「ひょっとこ乱舞」の旗揚げに参加。その後、一時期「★☆北区つかこうへい劇団」に所属するが退団し、「ひょっとこ乱舞」に復帰するが2009年退団。「the company」のアソシエイツメンバーでもあった。
平成20年度文化庁主催の第63回文化庁芸術祭において演劇部門の新人賞を受賞。2011年に第18回読売演劇大賞優秀男優賞受賞。
2011年4月に「成河（ソンハ）」に改名した。
2018年9月末で15年以上にわたり所属したスペースクラフト・エンタテインメントを退所し、舞台を中心にフリーで活動を続ける。
2022年7月27日に所属事務所が新型コロナウイルスに感染したことを発表。7月31日に公演予定だった舞台、ジャンル・クロスⅡ『導かれるように間違う』北九州公演は中止となった。
2022年12月16日、第五十七回紀伊國屋演劇賞 個人賞受賞が発表された。

## 出演

### ひょっとこ乱舞
- 第1回公演「一石二鳥ワイルド」(2001年)
- 第2回公演「圧縮」(2001年)
- 第8回公演「銀髪」(2004年)
- 第9回公演「フナの心臓、メチルの心」（2004年） - 黒衣隊長 役
- 第10回公演「馬鹿はおまえだ」（2004年） - ミズマ・ヤキモビッチ・ゾフゾフ 役
- 第11回みちくさ公演「無題のム」（2005年）
- 第12回公演「旅がはてしない」（2005年） - カサ 役
- 第13回公演「今はチキンを」（2005年）
- 第14回みちくさ公演「燃え切った焚火を見ている」(再演)「無題のム」(再演)(2006年)
- 第15回公演「水」（2006年） - 夫 役
- 第17回公演「銀髪」（2007年） - 船場種吉 役
- 第18回公演「トラビシャ」（2007年） - ナジミ 役
- 第20公演「プラスチックレモン」（2008年） - 射的 （シャテキ）(離脱者・引越業・元理論物理学者） 役
- 第21回公演「旅がはてしない」（2009年） - トウゴウ 役
- 第22回公演「モンキー・チョップ・ブルックナー!!」（2009年） - 小田 役

### 舞台
- 飛龍伝（2003年） - 信州大書記長 役
- フォーティンブラス（2003年） - 太田垣太郎/ホレイショー 役
- 幕末純情伝（2003年） - 志士 役
- 熱海殺人事件〜平壌から来た女刑事（2004年） - 榊原英祐刑事 役
- エンジェルス・イン・アメリカ（2004年） - エンジェル 役
- アイスクリームマン（2005年） - のつぼ 役
- エビ大王（2005年） -  紅派 役
- ウィー・トーマス（2006年） - ブレンダン 役
- エンジェルス・イン・アメリカ（2007年） - エンジェル 役
- 夏の夜の夢（2007年） - パック役またはロビン・グッドフェロー 役
- 歌の翼に君を乗せ〜ロクサーヌに捧げるハイネの詩〜（2007年） - 福田二等兵 役
- 春琴（2008年・2009年・2013年） - 佐助 役ほか
- バーム・イン・ギリヤド（2008年） - ジャンキー 役
- 夏の夜の夢（2009年） - パック役またはロビン・グッドフェロー 役

　※新国立劇場情報センターにて視聴可能
- ザ・キャラクター（2010年、NODA・MAP） - アポローン／希望（のぞみ） 役
- BLUE/ORANGE（2010年） - クリストファー 役
- イリアス（2010年） - パトロクロス 役
- 春琴（2010年） - 佐助 役ほか
- 南へ（2011年、NODA・MAP） - 道理 役
- ノイゼス オフ（2011年） - フレデリック、フィリップ、シャイフ 役

　※成河は公演中に頭に大怪我を負ったため、千秋楽を含む2公演が中止。
- クレイジーハニー（2011年、共演：長澤まさみほか） - 二見 役
- ミュージカル『ハムレット』（2012年） - ホレイショー 役
- サロメ（2012年、共演：多部未華子ほか） - ヨカナーン 役

　※新国立劇場情報センターにて視聴可能
- ぼくに炎の戦車を（2012年、共演：草彅剛ほか） - 永井靖男 役
- アジア温泉（2013年） - アユム 役
- ショーシャンクの空に（2013年） - アンディー 役
- THE BIG FELLAH　ビッグ・フェラー（2014年） - ルエリ・オドリスコル 役
- 9days Queen〜九日間の女王（2014年、共演：堀北真希ほか） - ギルフォード 役
- 十二夜（2015年） - フェステ 役
- アドルフに告ぐ（2015年） - アドルフ・カウフマン 役
- 100万回生きたねこ（2015年） - ねこ 役
- スポケーンの左手（2015年） - マーヴィン 役
- マクベス 〜The tragedy of Mr. & Mrs. Macbeth（2016年） - マクベス 役

　※チョウソンハ名での出演
- グランドホテル（2016年） - 主演・オットー・クリンゲライン 役

　※ REDチーム 
- エリザベート（2016年） - ルイジ・ルキーニ  役
- わたしは真悟（2016年12月 - 2017年1月） - 真悟 役
- 劇団☆新感線『髑髏城の七人』 Season花（2017年3月 - 6月） - 天魔王 役
- 子午線の祀り（2017） - 源義経 役
- 人間風車(2017年9月-11月） - 平川 役
- 黒蜥蜴（2018年1月） - 雨宮潤一 役
- 一人芝居『フリー・コミティッド』（2018年7月） - 全役(38役)
- ミュージカル スリル・ミー（2018年12月-2019年1月） - 私（ネイサン）役　共演：福士誠治
- BLUE/ORANGE（2019年3月-4月） - ブルース 役
- ジーザス・クライスト＝スーパースターinコンサート（2019年） - キング・エロデ 役
- エリザベート（2019年） - ルイジ・ルキーニ 役
- タージマハルの衛兵(2019年、共演：亀田佳明） - フマーユーン 役
- ねじまき鳥クロニクル（2020年） - 岡田トオル 役

　※新型コロナウィルス感染防止のため2/28-3/1と3/7,8の大阪公演、3/14,15の愛知公演は中止
- VIOLET(ミュージカル)（2020年） - モンティ役
- イリュージョニスト（2021年） - 皇太子(レオポルド) 役
- 子午線の祀り（2021年） - 源義経 役
- ミュージカル スリル・ミー（2021年4-5月） - 私（ネイサン） 役

　※新型コロナウィルス感染防止のため東京公演4/25-5/2、5/19-23の大阪公演は中止。高崎公演5/4田代×新納は成河×福士に変更。
- 森 フォレ（2021年7-8月） - ダグラス 役
- 検察側の証人（2021年8-9月） - マイヤーズ 役
- リーディング公演『ローマ帝国の三島由紀夫』－サンボンギ 役
- 一人芝居『フリー・コミティッド』－全役（38役）
- 冒険者たち～JOURNEY TO THE WEST～（2022年）

　※新型コロナウィルス感染防止のため大和公演2/26,2/27、厚木公演3/4,3/5は中止。
- EDGES -エッジズ- 2022（2022年4月-5月）[11]
- スペクタクルリーディング『バイオーム』（2022年） - 学(ルイの父)、セコイア(若い大木) 役
- ジャンル・クロスⅡ『導かれるように間違う』（2022年）

※7月12日公演、7月31日公演は、新型コロナウイルスの影響で中止
- ミュージカル COLOR（2022年9月～10月） - ぼく/大切な人たち 役
- 建築家とアッシリア皇帝（2022年11-12月）
- 木下歌舞伎『桜姫東文章』（2023年2‐3月） - 清玄、釣鐘権助 役
- PARCO50周年記念『ラビット・ホール』（2023年4月9～25日） - ハウイー 役
- 『ある馬の物語』(2023年6月21日～7月9日） - まだら模様の馬(ホルストメール)  役(主演)
- PARCO劇場『桜の園』（2023年8月7日～29日） - トロフィーモフ 役
- ねじまき鳥クロニクル（2023年11月7日～11月26日） - 岡田トオル 役
- テラヤマ・キャバレー（2024年2月9日 - 3月10日）[12]
- 未来少年コナン（2024年5月28日 - 6月16日） - ジムシー 役[13]
- カンパニーデラシネラ『松本清張 点と線』(2024年7月27日 - 28日)
- 『ピローマン』(2024年10月8日 - 27日)
- ミュージカル『ライオン』(2024年12月19日 - 23日)
- ミュージカル『イリュージョニスト』（2025年3月 - 4月） - レオポルド 役[14]
- W3 ワンダースリー（2025年6月 - 7月） - ランプ少佐 役[15]
- ほぐすとからむ（2025年8月〈予定〉）[16]
- チ。-地球の運動について-（2025年10月 - 11月） - バデーニ 役 他[17][18]

### テレビドラマ
- SP 警視庁警備部警護課第四係 第4話 - 第7話（2007年、フジテレビ『土曜ドラマ』） - ポール 役
- 七瀬ふたたび 第2話（2008年、NHK・『ドラマ8』） - 通り魔犯人 役
- 妄想姉妹〜文學という名のもとに〜 第2話（2009年、日本テレビ） - 宗近 役
- サムライ・ハイスクール 第1話（2009年、日本テレビ『土曜ドラマ』）
- おはなしのくに「どんぐりと山猫」（2010年、NHK教育テレビ）
- 生むと生まれるそれからのこと(2011年、NHK)
- Dramatic Actors File #18 (2011年、NHK)
- 実験刑事トトリ2 第4話（2013年、NHK『土曜ドラマ』） - 楠木忠之 役
- サイレント・プア 第7回（2014年、NHK『ドラマ10』） - 笹野啓 役
- 吉原裏同心 第9回（2014年、NHK『木曜時代劇』） - 圭次 役
- マッサン（2014年、NHK『連続テレビ小説』） - 紺野 役[19]
- 紅雲町珈琲屋こよみ（2015年、NHK） - 大竹 役
- ワイルド・ヒーローズ 第5話 (2015年、日本テレビ)
- 下町ロケット 第2話（2015年10月25日、TBS『日曜劇場』） - 高瀬 役
- コールドケース 〜真実の扉〜 7話 (2016年、WOWOW『ドラマW』)
- ごめん、愛してる 第8話（2017年9月3日、TBS『日曜劇場』） - ビョンチョル 役
- 龍馬最後の30日 (2017年、NHK)
- 龍馬の遺言（2017年12月29日、NHK） - 徳川慶喜 役
- 99.9-刑事専門弁護士- SEASON II 最終話（2018年3月18日、TBS『日曜劇場』） - 海老沢晋 役
- 絶対零度 -未然犯罪潜入捜査- 第1話（2018年7月9日、フジテレビ） - 須藤修一 役
- トップナイフ -天才看護師の条件- (2020年、日本テレビ、Hulu版)
- ここは今から倫理です。 第4回（2021年2月6日、NHK『よるドラ』） - ジュダ（川村）役
- 鎌倉殿の13人 第10回・第11回（2022年3月13日・20日、NHK『大河ドラマ』） - 義円 役

### バラエティ・情報番組
- NONFIX「在日親子～日本で生きるということ～」（2001年9月23日、フジテレビ）[注 1]
- NHKスペシャル「職場を襲う"新型うつ"」（2012年）ドラマ部分主演
- NHKゴゴなマ トークゲスト
- TBSオールスター感謝祭（2017年）
- はやウタ（NHK、2022年10月24日）

### ラジオドラマ
- 青春アドベンチャー（NHK-FM）
  - 『レディ・パイレーツ』（2012年1月） - ウィリアム役
  - 『白狐魔記』シリーズ　- 白狐魔丸（しらこままる） 役
    - 白狐魔記 源平の風（2014年7月）
    - 白狐魔記 蒙古の波（2014年9月）
    - 白狐魔記 洛中の火（2015年1月）
    - 白狐魔記 戦国の雲（2015年8月）
    - 白狐魔記 天草の霧（2016年4月）
    - 白狐魔記 元禄の雪（2016年12月）

  - 『武揚伝』（2018年10月） - 榎本釜次郎武揚 役
  - 『ソラのスケッチブック』（2021年10月）
  - 『ウブヒメ』（2022年2月） - 柳沢保明 役
  - 『昼も夜も彷徨え』（2023年3月） - モーセ・ベン・マイモン 役
- FMシアター（NHK-FM）
  - 『蘭学遺言状』（2013年4月） - 衣関 甫件(きぬごろも‐ほけん)役
  - 『東の国よ！』（2013年9月） - モロー役
  - 『もと天使松永』（2015年12月） - セージ 役
  - 『サキジとキク』（2024年8月） - サキジ 役
- 特集オーディオドラマ（NHK-FM）
  - 『１９７５年に生まれて』（2025年3月） - 柴田 役[20]
- ラジオシアター〜文学の扉（TBSラジオ）
  - 『じゃまな男』（2020年9月）
  - 『パットホビーの試写会』（2020年10月）

### 映画
- THE RAMEN GIRL（2008年）
- カイジ〜人生逆転ゲーム〜（2009年）
- SP THE MOTION PICTURE 革命編（2011年） - 掃除屋 ポール 役
- 脳内ポイズンベリー（2015年） - 越智 役
- チワワちゃん（2019年） - シマ 役
- カツベン!（2019年） - 浜本祐介 役
- 真夜中乙女戦争（2022年） - 高橋 役[21]
- 死刑に至る病（2022年） - ポイント出演
- 嗚呼、かくも牧場は緑なりけり（2022年）[22]

### 吹き替え
映画
- 美女と野獣（2017年） - ルミエール 役（ユアン・マクレガー）[23]
- ハワード -ディズニー音楽に込めた物語-（2020年） - ハワード・アシュマン 役
- ミッキー17（2025年） - ミッキー 役（ロバート・パティンソン）[24]

ドラマ
- ルーム301〜秘密の扉〜（2019年） - ダニエル 役（ミッコ・カウッピラ）
- お騒がせ探偵!スペンサー・シスターズ（2024年） - テッド/デレク役

アニメ
- ムタフカズ -MUTAFUKAZ-（2018年） - クロコ 役、ダズ 役、ポパイ 役[25]
- 長ぐつをはいたネコと9つの命（2023年） - ジャック・ホナー 役[26]

### パフォーマンス歴
- ライブ・パフォーマンス (2008年9/13 中之沢美術館（群馬県）)

※詳細不明ですが、チャンゴ（韓国の伝統的な打楽器）で鍛えたソンハさんの太鼓演奏、柱をバチで叩いたりしていたようです。
- 『ミラクル☆パッションズ・ブッ倒れるまで五時間限定灼熱ライブ「地獄温泉」』(2008年11/15 本町四丁目公園)
- 目覚め (2009年3/19 渋谷区神泉～百軒店)

※第４回ひゃっけんだな祭り参加作品。potalive 神泉編vol.1『百軒のミセ』（3/14-22）で演じられたチョウソンハ・シークレット企画。potaliveとは「散歩しながら楽しむライブ」のこと。
- 『東京の条件』act編 by 岸井大輔 (2009年7/29,8/9,8/21,8/24,9/14,9/26,11/6(ソンハさん出演日）東京都内)

※『東京の条件』とは劇作家・岸井大輔による、体験型プログラムです。３～６名の少人数で、都内を巡ります。その間作家とパフォーマーは、各参加者の個人的な話をきき、パフォーマンスを創っていきます。
- ライブ・パフォーマンス『虎』(2010年1/12 文房堂ギャラリー(東京神保町))

※画家の小林裕児さんは絵で、コントラバス奏者の齋藤徹さんは音楽で、劇作家の広田淳一さんは言葉で、役者のソンハさんには身体で、即興で虎を表現するパフォーマンス。ソンハさんはボディペイントまでして大奮闘。
- ミラクル☆パッションズvol.9「地獄温泉」(2010年2/7 アサヒアートスクエア)

※地獄温泉とは…温泉巡りのように会場内をお客様が歩き回ることで、様々なパフォーマンスに出会うことができる、新感覚のテーマパーク式公演です。
- Michel Doneda/Le Quan Ninh/Tetsu Saitoh Japan Tour 2011 (2011年10/10 スーパー・デラックス（東京都港区）)

※音楽、ダンス、絵画による即興表現。『インプロミュージック』というジャンル。
- スペースクラフト・エンタテインメント『成河１人パフォーマンス』(2011年12/11 青山～渋谷～駒場東大前)

※演劇ぶっく＆演劇キック主催「第２回東日本大震災チャリティオークション」にて落札された『成河１人パフォーマンス』。成河の所属事務所がある青山から渋谷、駒場東大前へと散策しながら、成河の即興演技、歌唱および朗読を鑑賞するツアー。

### その他
- MSN ショートムービー『CLIMAX』「プロポーズ篇」
- 『関門時間旅行』(2017年11月17日)
- 中高生のためのどっぷり演劇 2 Days オンライン 2021　(8月3日10:00～16:00、4日10:00～17:00　-　特別ゲスト)

2021年12月18日　久留米シティプラザ
- 久留米シティプラザ　オンライントーク
- 久留米シティプラザ『くるめと安徳天皇伝説』トークイベント「平家物語を現代劇で演じてみてどうでしたか？ファイナル」

　(2021年12月18日　久留米シティプラザ)
- 世田谷パブリックシアター新芸術監督就任イベントー公共劇場における芸術監督の役割を考えるー進行役

(2022年4月19日（火）18:30～　世田谷パブリックシアター)
- 東宝ミュージカル『エリザベート』（2019年版） Blu-ray発売(2021年10月29日発売)
- TOKYO FM サンデースペシャル 舞台「ねじまき鳥クロニクル」の世界 - パーソナリティー、出演(2020年、AuDee)
- BROADWAY MUSICAL LIVE 2020アフターイベント［スペシャルゲスト - 9/26(土)17:30開演］
- 音月桂 LIVE 「Life-Size 2020」(2020年12月5日)ゲスト出演
- 映画『チワワちゃん』トークショー(2018年2月1日　18：30～の回上演終了後　渋谷HUMAXシネマ)-登壇者
- 芸術監督公開トークシリーズ Vol.3　― 創作の場としての公共劇場 ―　-進行役

(2023/1/12(木)19:00～　KAAT神奈川芸術劇場)
- 清泉女子大学公開授業

(2023年7月26日、8月2日、8月15日、8月16日　清泉女子大学講堂)
- TOKYO FM ホリデースペシャル「舞台 ねじまき鳥クロニクルの世界、再び」- パーソナリティー、出演(2023年、AuDee)

- ねじまき鳥クロニクルの扉をたたいてみよう(2023年10月22日（日）11:00～12:30　ほぼ日の學校)
- ねじまき談話室 (舞台ねじまき鳥クロニクル11月14日(火)13:30回終了後　東京芸術劇場プレイハウス）
- ねじまき音楽教室 (舞台ねじまき鳥クロニクル11月18日(土)17:30回終了後　東京芸術劇場プレイハウス)